# Thomas Oden
Vous pouvez aider à l'améliorer ou bien discuter des problèmes sur sa page de discussion.
- Le fond est à vérifier. Si vous venez d’apposer le bandeau, merci d’indiquer ici les points à vérifier. (Marqué depuis juin 2020)
- Il fait référence à des sources qui ne semblent pas présenter la fiabilité et/ou l'indépendance requises. Vous pouvez aider, soit en recherchant des sources de meilleure qualité pour étayer les informations concernées, soit en attribuant clairement ces informations aux sources qui semblent insuffisantes, ce qui permet de mettre en garde le lecteur sur l'origine de l'information. (Marqué depuis juin 2020)

- Archive Wikiwix
- Bing
- Cairn
- DuckDuckGo
- E. Universalis
- Gallica
- Google
- G. Books
- G. News
- G. Scholar
- Persée
- Qwant
- (zh) Baidu
- (ru) Yandex
- (wd) trouver des œuvres sur Wikidata

Vous pouvez aider à l'améliorer ou bien discuter des problèmes sur sa page de discussion.
- Les sections « Anecdotes », « Autres détails », « Le saviez-vous ? », « Citations », « Autour de... », etc., peuvent être inopportunes dans les articles. Il convient, si ces faits présentent un intérêt encyclopédique et sont correctement sourcés, de les intégrer dans d’autres sections. (Marqué depuis juin 2020)

Pour les articles homonymes, voir Oden (homonymie).
Thomas Clark Oden (Altus, 21 octobre 1931 - Oklahoma City, 8 décembre 2016) est un théologien méthodiste américain. Il a été professeur de théologie et d'éthique à l'Université Drew dans New Jersey, de 1980 à 2004, date à laquelle il a pris sa retraite. 

## Biographie
Oden naît dans la ville d'Altus, dans l'Oklahoma, fils d'un père avocat et d'une mère professeure de musique. Quand il a dix ans, sa famille emménage à Oklahoma City. Dans sa jeunesse, il envisage deux vocations, avocat ou pasteur méthodiste. Après la Seconde Guerre mondiale, il retourne à Altus et à l'école secondaire locale. Il étudie ensuite à l'Université de l'Oklahoma, où il obtient une licence (B. A.) en 1953, à la Southern Methodist University, où il obtient une licence en religion (B. D.) en 1956, et à l'Université de Yale, où il obtient un master (M. A.) en 1958, puis un doctorat (Ph. D.) à l'Université Yale en 1960. Il épouse Edrita Pokorny le 10 août 1952. Le couple a trois enfants: Clark, Edward et Laura.
Oden enseigne à l'Université Yale, à la Drew University (en), à l'Université Southern Methodist, à l'Université de Heidelberg, au Séminaire théologique de Princeton, à l'Université Lomonosov de Moscou et à l'Université pontificale Grégorienne, à Rome.

## Théologie
Libéral en politique et théologie, il se tourne vers la patristique au début des années 1970, sous l'influence d'un collègue juif, Will Herberg (en) (1901-1977) et découvre ce qu'il décrit comme « l'œcuménisme de l'orthodoxie » : l'interprétation du Nouveau Testament et de l'enseignement apostolique, comme il est universellement accepté. Comme il l'écrivait dans la préface de sa Systematic Theology (Dogmatique) : « Mon objectif fondamental est de présenter une vision ordonnée de la foi de la communauté chrétienne, sur laquelle il existe généralement un accord substantiel entre les traditions de l'Orient et de l'Occident, comme le catholicisme, le protestantisme et l'orthodoxie ». 
Oden devient un partisan de la paléo-orthodoxie, une interprétation théologique qui est fréquemment basée sur les sources patristiques. Il publie une série de livres dont il a été dit qu'ils sont des instruments de promotion du « christianisme classique ». Oden pense que les chrétiens doivent s'appuyer sur la sagesse de l'Église historique, en particulier sur l'Église primitive, plutôt que sur l'érudition moderne et la théologie, qui, à son avis, est souvent entachée par des arrière-pensées politiques. 
Oden a déclaré que sa mission était « de commencer à préparer la communauté chrétienne postmoderne à son troisième millénaire en revenant à l'étude attentive et au respect de la tradition centrale du christianisme classique ».
Oden a été actif dans le Mouvement Confessionnel, en particulier au sein de l'Église méthodiste unie, sa dénomination, et il a été membre du conseil d'administration de l'Institut sur la Religion et la Démocratie. Le doyen Timothy George de la Beeson Divinity School a appelé Oden « l'un des chrétiens les plus remarquables de notre époque qui a vécu, et qui a contribué à renverser plusieurs révolutions ».
Oden avait une théologie arminienne. Selon Roger E. Olson, son livre The Transforming Power of Grace constitue un des meilleurs exposés de théologie arminienne,. Voici quelques citations de The Transforming Power of Grace relevées par Olson :

« Dieu prépare la volonté et collabore avec la volonté préparée. Dans la mesure où la grâce précède et prépare le libre arbitre, elle est appelée prévenante. Dans la mesure où la grâce accompagne et permet à l'homme disposé à travailler avec la volonté divine, elle est appelée grâce coopérante. » « Ce n'est que lorsque les pécheurs sont assistés par la grâce prévenante qu'ils peuvent commencer à disposer leur cœur à la coopération avec d'autres formes de grâce. » « Le besoin de grâce agissante est grand, car c’est précisément quand «Vous étiez morts par vos offenses et par vos péchés,» (Éph. 2:1) que «c’est par la grâce que vous êtes sauvés» (Éph. 2:8) ».

Olson note que « Oden, de l'avis de tous un théologien orthodoxe, bibliquement sérieux et évangélique, articule de manière biblique et théologique la théologie [...] que j'appelle synergisme évangélique [ou sotériologie arminienne] ».

## Mort
Il est décédé le 8 décembre 2016 à l'âge de 85 ans. Timothy George a écrit dans un article d'hommage après sa mort :

Peu de théologiens des cent dernières années peuvent prétendre avoir pris le thé et les biscuits avec Rudolf Bultmann, discuté de théologie avec Karl Barth sur son lit d'hôpital à Bâle, déjeuné avec le cardinal Joseph Ratzinger, eu une audience avec le pape Jean-Paul II, conduit en Galilée dans une Fiat avec Avery Dulles à la place du passager et conféré avec des théologiens coptes et pentecôtistes en Afrique. Oden a fait tout cela et bien plus encore. En cours de route, il a été à la fois méprisé et célébré, et il portait les cicatrices dues à certaines des escarmouches qu'il a essuyées.

## Œuvres
Oden a publié de nombreux articles, papiers, livres... La liste suivante présente exclusivement ses livres : 
- The Crisis of the World and the Word of God, 1962
- Radical Obedience: The Ethics of Rudolf Bultmann, 1964
- The Community of Celebration, 1964
- Kerygma and Counseling, 1966
- Contemporary Theology and Psychotherapy, 1967
- The Structure of Awareness, 1969,1978 (Standard Book #:687-40075-9) The Crisis of the World and the Word of God
- The Promise of Barth, 1969
- Beyond Revolution, 1970
- The Intensive Group Experience, 1972
- After Therapy What?, 1974
- Game Free: the Meaning of Intimacy, 1974
- Should Treatment Be Terminated?, 1976
- TAG: The Transanctional Game, 1976
- Parables of Kierkegaard, 1978
- Agenda for Theology, 1979, rpt as After Modernity...What?, 1992  (ISBN 0-310-75391-0)
- Guilt Free, 1980
- Pastoral Theology: Essentials of Ministry, 1983  (ISBN 0-06-066353-7)
- (en) Thomas C. Oden, Are of Souls in the Classic Tradition, Philadelphie, Fortress Press, cop., 1984 (lire en ligne)
- Conscience and Dividends, 1985
- (en) Thomas C. Oden, Becoming a minister, vol. 1, New York, Crossroad Publishing Co, coll. « Classical Pastoral Care », 1987
- (en) Thomas C. Oden, Ministry through Word and Sacrament, vol. 2, New York, Crossroad Publishing Co, coll. « Classical Pastoral Care », 1987
- (en) Thomas C. Oden, Pastoral Counsel, vol. 3, New York, Crossroad Publishing Co, coll. « Classical Pastoral Care », 1987
- (en) Thomas C. Oden, Crisis Ministries, vol. 4, New York, Crossroad Publishing Co, coll. « Classical Pastoral Care », 1987
- Crisis Ministries, was Vol 1 Classical Pastoral Care Series, 1986, rpt as Vol 4, 1994
- Becoming a Minister, Vol 1 Classical Pastoral Care Series, 1986, 1994
- The Living God, Systematic Theology, Vol 1, 1987, 1992
- Doctrinal Standards in the Wesleyan Tradition, 1988, rev 2008  (ISBN 0-310-75240-X)
- Phoebe Palmer: Selected Writings, 1988
- Ministry Through Word and Sacrament, Vol 4 Classical Pastoral Care Series, 1988, rpt 1994
- The Word of Life Systematic Theology, Vol 2, 1989, rpt 1992, 1998
- First and Second Timothy and Titus: Interpretation, 1989, rpt 2012
- Pastoral Counsel, Vol 3 Classical Pastoral Care Series, 1989, rpt 1994
- Life in the Spirit, Systematic Theology, Vol 3, 1992 rpt 1994,1998
- Two Worlds: Notes on the Death of Modernity in America and Russia, 1992
- (en) Thomas C. Oden, The Transforming Power of Grace, Nashville, TN, Abingdon Press, 1993
- (en) Thomas Oden, John Wesley's Scriptural Christianity : A Plain Exposition of His Teaching on Christian Doctrine, Grand Rapids, MI, Zondervan, 1994
- Corrective Love: The Power of Communion Discipline, 1995  (ISBN 0-570-04803-6)
- Requiem: A Lament in Three Movements, 1995  (ISBN 0-687-01160-4)
- The Justification Reader, 2002
- The Rebirth of Orthodoxy: Signs of New Life in Christianity, 2003  (ISBN 0-06-009785-X)
- One Faith: The Evangelical Consensus (written with J. I. Packer), 2004  (ISBN 0-8308-3239-4)
- The Humor of Kierkegaard: An Anthology, 2004
- Turning Around the Mainline: How Renewal Movements Are Changing the Church, 2006
- How Africa Shaped the Christian Mind, 2007, pb 2010
- Good Works Reader, Classic Christian Reader Series, 2007
- Classic Christianity: A Systematic Theology, 2009  (ISBN 978-0061449710)
- In Search of Solitude: Living the Classic Christian Hours of Prayer, 2010
- The African Memory of Mark: Reassessing Early Church Tradition, 2011
- Early Libyan Christianity, 2011
- (en) Thomas C. Oden, God and Providence, vol. 1, Grand Rapids, MI, Zondervan, coll. « John Wesley's Teachings », 2012
- (en) Thomas C. Oden, Christ and Salvation, vol. 2, Grand Rapids, MI, Zondervan, coll. « John Wesley's Teachings », 2012
- (en) Thomas C. Oden, Pastoral Theology, vol. 3, Grand Rapids, MI, Zondervan, coll. « John Wesley's Teachings », mai 2013
- (en) Thomas C. Oden, Ethics and Society, vol. 4, Grand Rapids, MI, Zondervan, coll. « John Wesley's Teachings », 2014
- (en) Thomas C. Oden, A Change of Heart : A Personal and Theological Memoir, Downers Grove, IL, InterVarsity, 2014
- (en) Thomas C. Oden, Ancient Christian Commentary on Scripture, Downers Grove, IL, InterVarsity, 2011 (lire en ligne), décrit par Oden comme un commentaire patristique en plusieurs volumes rédigé par les «pères de l'église» et couvrant « l'époque de Clément de Rome (v. 95) à Jean de Damas (c. 645 - c. 749)»

## Essais en honneur de Thomas C. Oden
- Ancient & Postmodern Christianity: Paleo-Orthodoxy in the 21st Century, Essays In Honor of Thomas C. Oden, Christopher Hall and Kenneth Tanner, eds, 2002  (ISBN 0-8308-2654-8)
- Another essay in honor of Thomas C. Oden, « in the wesleyan theological heritage », Leicester R. Longden  (ISBN 978-0310754718),

### Citations
1. ↑  Dr Thomas Clark Oden Sr. sur findagrave.com
2. 1 2 3  Heise 2011.
3. ↑  Oden 2014, p. 14, 15, 19, 22-23.
4. ↑  Drew University 2002.
5. 1 2  George 2016.
6. ↑  Oden 1992, p. 34.
7. ↑  Oden 2014, p. 385.
8. ↑  Oden 1993.
9. ↑  Olson 2014, Il y a quelques années, j'ai rencontré Thomas Oden et nous avons parlé de cela [l'arminianisme]. Il rejeta l’étiquette «Arminienne» bien qu’il soit méthodiste et que son livre, The Transforming Power of Grace, présente l’une des meilleures expositions de la théologie arminienne que j’ai jamais lue., p. 14.
10. 1 2 3  Olson 2011, p. 173.
11. ↑  Oden 1993, p. 47.
12. ↑  Shellnutt 2016.

### Sources
- (en) Drew University, « Faculty page », Drew University, 2002 (consulté le 25 mai 2013)
- (en) Jennifer Heise, « Thomas Oden Publications, 1960-2000 », sur Drew University Library, 2011 (consulté le 9 septembre 2019)
- (en) Thomas C. Oden, After Modernity...What? : Agenda for Theology, Grand Rapids, MI, Zondervan, 1992
- (en) Thomas C. Oden, A Change of Heart : A Personal and Theological Memoir, Downers Grove, IL, InterVarsity, 2014
- (en) Roger E. Olson, Against Calvinism, Grand Rapids, MI, Zondervan, 2011, 207 p. (ISBN 978-0-310-32467-6)
- (en) Roger E. Olson, Arminianism FAQ : Everything You Always Wanted to Know, Franklin, TE, Seebed, 2014 (ISBN 978-1-62824-162-4, lire en ligne)
- (en) Kate Shellnutt, « Died: Thomas Oden, Methodist Theologian Who Found Classical Christianity », sur christianitytoday.com, 2016 (consulté le 9 décembre 2016)
- (en) Thimothy George, « Reversed Thunder: A Tribute to Thomas C. Oden (1931-2016) », sur christianitytoday, 2016 (consulté le 13 décembre 2016)